# Ershilidian
Ershilidian (kinesiska: 二十里店, 二十里店镇) är en köping i Kina. Den ligger i provinsen Shandong, i den östra delen av landet, omkring 360 kilometer öster om provinshuvudstaden Jinan. Antalet invånare är 29402. Befolkningen består av 14 532 kvinnor och 14 870 män. Barn under 15 år utgör 10,0 %, vuxna 15-64 år 73 %, och äldre över 65 år 16,0 %. Ershilidian ligger vid sjön Lidian Shuiku.
Genomsnittlig årsnederbörd är 730 millimeter. Den regnigaste månaden är juli, med i genomsnitt 224 mm nederbörd, och den torraste är januari, med 14 mm nederbörd.